# Acura Classic 2002
Acura Classic 2002 — жіночий тенісний турнір, що проходив на відкритих кортах з твердим покриттям у Сан-Дієго (США). Належав до турнірів 2-ї категорії в рамках Туру WTA 2002. Відбувсь удвадцятьчетверте і тривав з 29 липня до 4 серпня 2002 року. Перша сіяна Вінус Вільямс виграла свій третій підряд титул в одиночному розряді на цьому турнірі й отримала 115 тис. доларів США, а також 220 рейтингових очок.

## Фінальна частина

### Одиночний розряд
Вінус Вільямс —  Єлена Докич, 6–2, 6–2
- Для Вільямс це був 5-й титул в одиночному розряді за сезон і 27-й — за кар'єру.

### Парний розряд
Олена Дементьєва /  Жанетта Гусарова —  Даніела Гантухова /  Ай Суґіяма, 6–2, 6–4
- Для Дементьєвої це був 2-й титул за кар'єру. Для Гусарової це був 3-й титул за сезон і 12-й — за кар'єру.